# 雪の元本店
株式会社雪の元本店（ゆきのもとほんてん、英: Yukinomoto Honten Co., Ltd）は、奈良県橿原市に本社を置く製薬メーカー。

## 概要
初代藤本作治郎の生家は田原本の薬業家で、売薬製造販売の経験があり興味もあったためか、19歳で藤本家に入ってから自ら製薬業を志した。前身の大谷屋藤本薬房を高市郡真菅村字大谷（現在の橿原市大谷町）で創業し、あかぎれ膏、つちの膏・即効頭痛膏雪桜に、藤本万能薬などの製造・販売を開始した。
内服薬を手掛ける生家との競合を避けるため製品は軟膏剤に限定した。失敗と苦労の連続で、漸く製品化に成功し、大きく発展したのは「雪の元」発売以降のことである。以後、時代によりワセリンが菜種油に変わったり、一時紫根を配合するなど、若干の処方変更はあったが大筋は変わらず、現在の皮膚疾患外用薬「外用雪の元」は、抗ヒスタミンが加わり、適応症はかゆみ・かぶれ・皮膚炎・じんましん・ただれ・しっしん・しもやけ・あせも・ひびとなっており、「コーチゾン雪の元S」の適応症はさらに広範である。
商標は「一富士、二鷹、三茄子」の絵柄となっている。

## 沿革
- 1899年（明治32年）2月11日 - 前身である「大谷屋藤本藥房」を創業。
- 1918年（大正7年） - 「雪の元」を生産開始。
- 1929年（昭和4年） - 「一富士、二鷹、三茄子」の商標権取得。
- 1960年（昭和35年） - 「株式会社雪の元本店」に法人改組。
- 1976年（昭和51年） - GMP適合の新工場を完成。
- 1987年（昭和62年） - 注入痔ぢ軟膏全自動充填機導入。
- 1997年（平成9年） - 化粧品製造業許可取得。
- 2005年（平成17年） - 第二種医薬品製造販売業取得、医薬部外品製造販売業取得。

## 主な商品
雪の元A（第3類医薬品）
非ステロイド。ワセリン基剤の軟膏。アラントイン、ジフェンヒドラミン、酸化亜鉛を配合した定番商品。
コーチゾン雪の元S（指定第2類医薬品）
抗ヒスタミン剤の副作用となる「かぶれ」をステロイドホルモン剤の配合で予防。応用範囲の広い外用剤。
メンタームE（第3類医薬品）
皮膚の表面を被覆して外側からの刺激から肌を守り、血行の改善や消炎、鎮痛、鎮痒、殺菌、防腐作用がある。
スキントールS（第3類医薬品）
かゆみ・湿疹・虫さされなどのクリーム状かゆみ止め。ステロイド成分は配合されていない。
スキントールG（第2類医薬品）
ジェル状の皮膚の薬。有効成分ジフェンヒドラミン・ジブカインがかゆみを抑え、グリチルレチン酸が虫さされや湿疹などの炎症・赤み・はれを抑る。ステロイドは配合していない。無香料・無着色。
雪の元ヂナンコーE（第2類医薬品）
注入式容器で、坐薬・外用軟膏の両方に使用でき、衛生的で携帯用としても便利。（大正製薬では「プリザエース注入軟膏」の商品名で発売。）
雪の元キンピ液（第2類医薬品）
生薬由来の木槿皮チンキと、抗菌作用及び角質軟化作用のあるサリチル酸と安息香酸に加え、クロタミトンがかゆみを鎮める。